# Thayer-Martin-Agar
Beim Thayer-Martin-Agar handelt es sich um einen selektiven Nährboden (Müller-Hinton Agar mit 5 % Schafsblut). Durch Antibiotika-Zusatz wird das Wachstum unerwünschter Begleitflora verhindert. Eingesetzt wird der Thayer-Martin-Agar insbesondere zur Darstellung empfindlicher Keime wie der Neisserien (Neisseria gonorrhoeae, Gonokokken).

## Geschichte
Das Medium wurde Anfang der 1960er-Jahre von James D. Thayer und John E. Martin entwickelt.

## Zusammensetzung
Thayer-Martin-Agar ist phosphat-gepuffert und mit Spezialpepton versetzt, dazu kommen noch Stärke und Hämoglobin sowie Begleitflora-hemmenden Antibiotika und das Proteus-hemmende Antibiotikum Trimethoprimlactat.